# ویکتوریا شا (هنرپیشه)
ویکتوریا شو (انگلیسی: Victoria Shaw؛ ۲۵ مهٔ ۱۹۳۵ – ۱۷ اوت ۱۹۸۸) یک هنرپیشه اهل استرالیا بود.

## بخشی از فیلمشناسی
از فیلم‌ها یا برنامه‌های تلویزیونی که وی در آن نقش داشته‌است می‌توان به آثار زیر اشاره کرد.
- سرگذشت ادی دوچین (۱۹۵۶)
- من ستاره‌ها را هدف می‌گیرم (۱۹۶۰)
- آلوارز کلی (۱۹۶۶)
- وست‌ورلد (فیلم) (۱۹۷۳)